# Mary Sherman Morgan

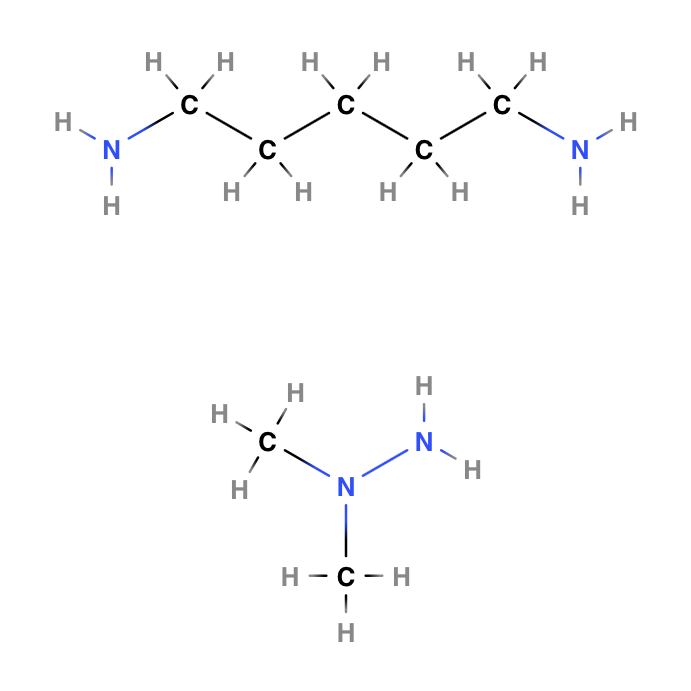
Fórmula estructural del combustible Hydyne (UDMH+DETA)

Mary Sherman Morgan   (Ray, 4 de novembre de 1921 - 4 d'agost de 2004) va ser una científica nord-americana de combustible per a coets responsable de la invenció del combustible líquid Hydyne el 1957, que va alimentar el coet Jupiter-C, impulsor del primer satèl·lit dels Estats Units posat en òrbita, l'Explorer 1.

## Biografia
La quarta de sis germans, Mary Sherman va néixer de Michael i Dorothy Sherman en una granja de Ray, a Dakota del Nord. El 1939 va acabar la secundària i es va matricular a la Universitat Estatal Minot de Dakota del Nord en l'especialitat de Química.

## Carrera
Durant els estudis universitaris de Morgan, va esclatar la Segona Guerra Mundial. Amb els homes a la guerra, els Estats Units aviat van acusar escassetat de químics i altres científics en la indústria. En saber que Mary Sherman Morgan tenia coneixements de química li van oferir feina en una fàbrica de Sandusky, Ohio. No se li diria quin producte fabricava l'empresa, ni quina seria la seva feina, només se li exigiria que mantingués l'alt secret. Com que tenia pocs diners, va decidir assumir la feina, tot i que això impliqués haver de posposar la carrera. La feina era a la fàbrica de municions Plum Brook Ordnance Works, encarregada de la fabricació d’explosius trinitrotoluen (TNT), dinitrotoluen (DNT) i pentolita. La factoria va produir més de mil milions de lliures d'artilleria al llarg de la Segona Guerra Mundial.
Mary Sherman es va quedar embarassada fora del matrimoni el 1943, una situació difícil en una època en què aquest comportament es considerava extremadament vergonyós i sovint es feia avortar les dones clandestinament. En aquell moment, vivia amb la seva cosina Mary Hibbard, a Huron, Ohio. El 1944 va tenir una filla, Mary G. Sherman, a qui més tard va donar en adopció a Hibbard i el seu marit, Irving. La criatura es va canviar després el nom pel de Ruth Esther.
Després de passar els anys de guerra dissenyant explosius per a l'exèrcit, va sol·licitar feina a la North American Aviation i va treballar a la divisió Rocketdyne, amb seu a Canoga Park, Califòrnia. Poc després de ser contractada, va ser promoguda a la funció d'Especialista d'Actuació Teòrica, cosa que li va exigir calcular matemàticament el rendiment esperat dels nous propulsors de coets. De 900 enginyers, era l’única dona i una de les poques que no tenia estudis universitaris.
En aquesta època va conèixer el seu marit, George Richard Morgan, un enginyer mecànic de Caltech. Van tenir quatre fills.

## L'era de la cursa espacial
Durant el programa de desenvolupament del míssil Júpiter, l'equip de Wernher von Braun va utilitzar míssils Redstone modificats, que es van anomenar Júpiter C, per accelerar el coet a velocitats orbitals. Per tal de millorar el rendiment de la primera etapa, van requerir a la divisió Rocketdyne de l'Aviació Nord-americana un combustible més potent.
Morgan hi treballava, a la divisió Rocketdyne, i per la seva perícia i experiència amb els nous propulsors de coets, va ser nomenada responsable tècnica del projecte. Morgan es va proposar trobar un bon combustible que fos també un refrigerant eficaç. La seva recerca va donar lloc a un nou propulsor, s'alimentava amb una solució d’alcohol etílic al 75%, però la primera etapa de Jupiter-C havia utilitzat combustible Hydyne, una barreja de 60% de Dimetilhidrazina asimètrica (UDMH) i 40% de dietilenetriamina (DETA), un combustible més potent que l'alcohol etílic, però també més tòxic. El primer vol de R&D de Redstone impulsat per Hydyne va tenir lloc el 29 de novembre de 1956.
El 1957, la Unió Soviètica i els Estats Units s'havien fixat l’objectiu de situar satèl·lits en l’òrbita terrestre com a part d’una celebració científica mundial, coneguda com l'Any Geofísic Internacional. En aquest esforç, el projecte dels Estats Units es va anomenar Programa Vanguard. La Unió Soviètica prengué la iniciativa i llançà amb èxit el satèl·lit Spútnik el 4 d’octubre de 1957, un esdeveniment al qual seguí poc després una explosió molt pública i desastrosa d’un coet Vanguard estatunidenc. La pressió política va obligar els polítics nord-americans a permetre que un antic científic alemany de coets, Wernher von Braun, preparés el seu coet Júpiter C per a un vol orbital. Al llançador rebatejat (ara anomenat Juno I), el propulsor va aconseguir llançar el seu primer satèl·lit nord-americà, l'Explorer I, i posar-lo en òrbita el 31 de gener de 1958. La cobertura mediàtica de l'època destacà el paper de von Braun, celebrat com l'inventor del coet que propulsà el satèl·lit, però no hauria funcionat sense el combustible creat per Mary Sherman Morgan.

## Homenatge
Morgan va ser objecte d’una obra de teatre semi-biogràfica escrita pel seu fill, George. L’obra, Rocket Girl, va ser produïda pel Theater Arts del Institut Tecnològic de Califòrnia (TACIT), dirigida per Brian Brophy, i es va representar al mateix Caltech a Pasadena, Califòrnia, el 17 de novembre del 2008. El seu fill va admetre saber sorprenentment poc sobre la vida i la feina de la seva mare quan va morir, ja que treballava en una indústria relacionada amb la defensa i la seguretat nacional, i era limitat el que en podia explicar. Ell mateix havia construït i llançat coets casolans amb amics al desert d’Arizona i, segons va recordar, “si hagués sabut l'experiència en coets que tenia la meva mare, li hauríem pogut demanar ajuda i ens hauríem estalviat molts problemes". L'obra es va convertir posteriorment en un llibre del mateix nom.